# Dirk Medved
Dirk Medved (født 15. september 1968 i Genk, Belgien) er en tidligere belgisk fodboldspiller, der spillede som forsvarsspiller. Han var på klubplan primært tilknyttet KAA Gent og Club Brugge i hjemlandet. Med sidstnævnte vandt han det belgiske mesterskab i 1996.
Medved spillede mellem 1991 og 1997 26 kampe for det belgiske landshold. Han repræsenterede sit land ved VM i 1994 i USA.

## Titler
Belgiske Mesterskab
- 1996 med Club Brugge

Belgiske pokalturnering
- 1995 og 1996 med Club Brugge

Belgiens Super Cup
- 1994 og 1996 med Club Brugge